# Swertia angustifolia
Swertia angustifolia är en gentianaväxtart som beskrevs av Buch.-ham. och David Don. Swertia angustifolia ingår i släktet Swertia och familjen gentianaväxter. Utöver nominatformen finns också underarten S. a. pulchella.